# Sobreda
Sobreda é  uma vila  portuguesa que foi sede da extinta Freguesia de Sobreda pertencente ao Município de Almada, freguesia que tinha uma área de 6,17 km² e uma população de 15 166 habitantes (2011), tendo, assim, uma densidade populacional de 2 458 habitantes/km², e em cujo território tem crescido o número de habitantes decorrente do aumento exponencial do seu parque habitacional,
A freguesia foi extinta, em 2013, no âmbito de uma reforma administrativa nacional, tendo sido agregada à freguesia de Charneca de Caparica, para formar uma nova freguesia denominada União das Freguesias de Charneca de Caparica e Sobreda com sede em Charneca de Caparica.
A povoação de Sobreda foi elevada à categoria de vila em 1993.

## História

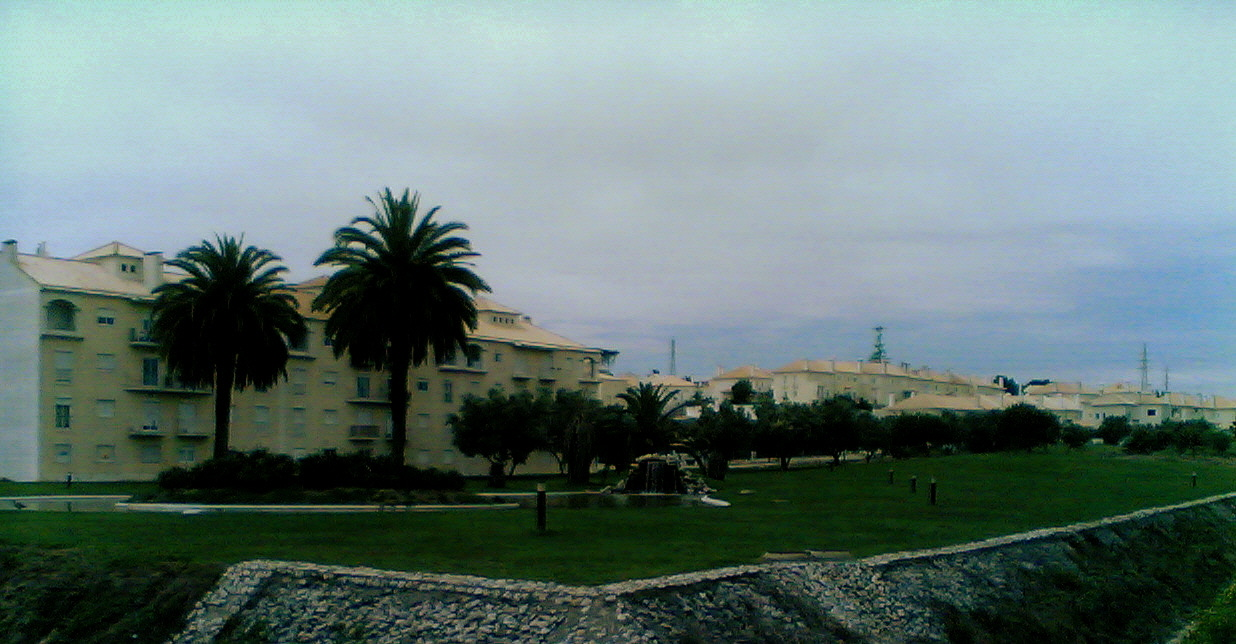
Vila da Sobreda

A primeira referência à povoação da Sobreda remonta ao século XIV, pelas mãos do grande cronista português Fernão Lopes, no retrato feito ao ataque de surpresa a Almada, levado a cabo por Nuno Álvares Pereira em 1384. Por essa altura o nome dado à localidade era Suvereda, que tem como significado, lugar de sobreiros e gredas, que é sinal de povoamento florestal que parece ter sido abundante nas colinas a norte e a sul do vale da Sobreda. Pertenceu à freguesia da Caparica desde o ano de 1472, altura da fundação desta, até 4 de Outubro de 1985, altura em que a Sobreda é desanexada e elevada a freguesia. A 20 de Maio de 1992, a freguesia de Sobreda é elevada a vila, uma consequência do grande desenvolvimento e progresso conquistados.

## Localidades
A antiga freguesia continhas as seguintes localidades:
- Vale de Figueira
- Alto do Índio

## População
| 1991  | 2001   | 2011   |
| 9 190 | 10 821 | 15 166 |

Criado pela Lei n.º 124/85,  de 4 de Outubro, com lugares desanexados da freguesia da Caparica
| Distribuição da População por Grupos Etários | Distribuição da População por Grupos Etários | Distribuição da População por Grupos Etários | Distribuição da População por Grupos Etários | Distribuição da População por Grupos Etários | Distribuição da População por Grupos Etários | Distribuição da População por Grupos Etários | Distribuição da População por Grupos Etários | Distribuição da População por Grupos Etários | Distribuição da População por Grupos Etários |
| -------------------------------------------- | -------------------------------------------- | -------------------------------------------- | -------------------------------------------- | -------------------------------------------- | -------------------------------------------- | -------------------------------------------- | -------------------------------------------- | -------------------------------------------- | -------------------------------------------- |
| Ano                                          | 0-14 Anos                                    | 15-24 Anos                                   | 25-64 Anos                                   | > 65 Anos                                    |                                              | 0-14 Anos                                    | 15-24 Anos                                   | 25-64 Anos                                   | > 65 Anos                                    |
| 2001                                         | 1 659                                        | 1 593                                        | 6 210                                        | 1 359                                        |                                              | 15,3%                                        | 14,7%                                        | 57,4%                                        | 12,6%                                        |
| 2011                                         | 2 429                                        | 1514                                         | 8649                                         | 2574                                         |                                              | 16,0%                                        | 10,0%                                        | 57,0%                                        | 17,0%                                        |

## Características e localização

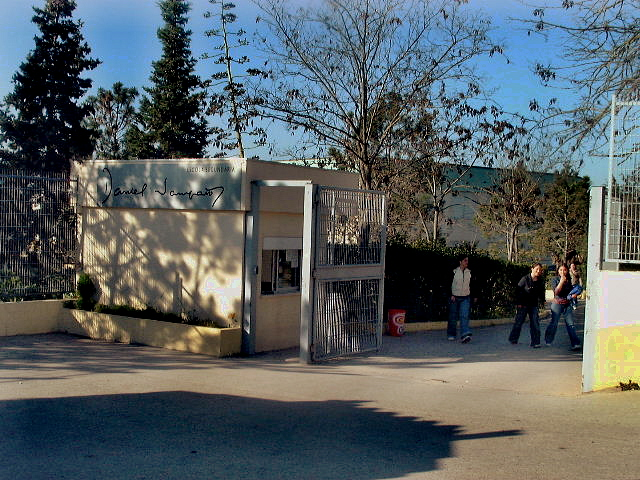
Entrada da Escola Secundária Daniel Sampaio

Actividades como a construção civil, comércio, carpintaria e metalurgia são as principais actividades económicas desenvolvidas na freguesia.
Sobreda é limitada a Norte pelo IC20 (futura A38)para Costa da Caparica que divide a vila, das freguesias da Caparica e Feijó, a Oeste pela E.N.377, que delimita a fronteira entre a Sobreda, Corroios (concelho do Seixal) e Feijó, a Sul pelas localidades de Aleluia, Vale de Milhaços, Cracereira e Vale de Rosal, pertencentes às freguesias da Charneca de Caparica e de Corroios (concelho do Seixal) e a Este pela Caparica e Charneca de Caparica.

## Actividades

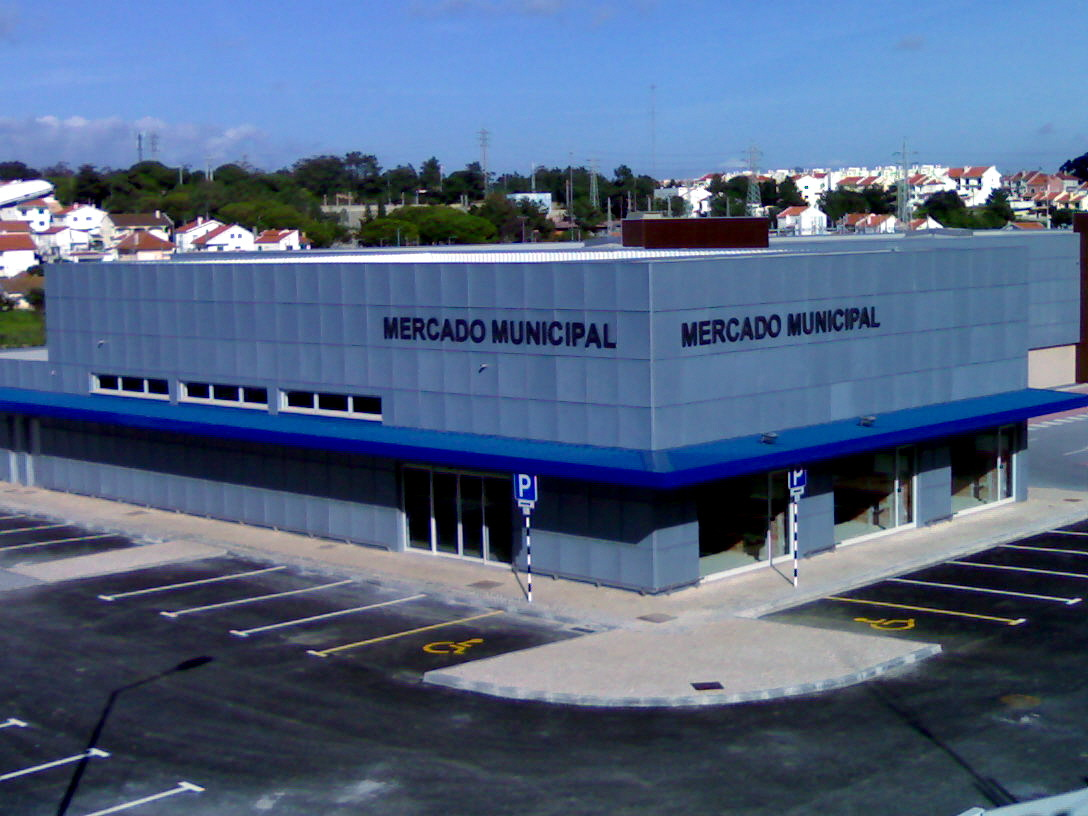
Mercado Municipal da Sobreda situado no Centro Terciário

Todos os dias realiza-se na vila o Mercado do levante, uma feira realizada no Mercado Municipal localizado no Centro Terciário da vila.
Anualmente, Sobreda tem como tradição, organizar a festa “Saberes, Sabores e Memórias”, no Solar dos Zagallos. Esta festa tem como objectivo principal, proporcionar diversas actividades de animação, de modo a criar um ambiente de festa que garanta aos cidadãos residentes na vila bons momentos de lazer e prazer. Outras actividades culturais e recreativas também são desenvolvidas na localidade, assumindo o artesanato um dos papéis principais, nomeadamente, a azulejaria, pintura a óleo, cana de bambu e cerâmica.
Muitas outras actividades decorrem na Sobreda mensalmente, nomeadamente eventos de cariz desportivo e cultural.